# Miholjska prevlaka
Miholjska prevlaka (Otok sv. Arkanđela Mihaila, Otok cvijeća) je prvi od tri otoka u jedinstvenom nizu otoka u tivatskom zaljevu Boke kotorske, poznatijih kao Krtoljski arhipelag. Ovaj otok se poslije pet metara širokog i plitkog tjesnaca nadovezuje na poluotok Brda. Stotinjak metara dalje je otok Stradioti ili Sveti Marko, a još toliko je udaljeno Bogorodičin otok, Otok ili Gospe od Milosti.
Na ovaj dio zaljeva prostirala se zajednica samostana svetog arkanđela Mihaila. Istočna strana Boke kotorske (od rta Oštra do Perasta) bila je dio Travunije, odnosno Hercegovine, a grad Kotor s Bokom kotorskom i Grbljem, u srednjem vijeku poznat kao "kraljevski grad", bio je poseban teritorij s vladarskim dvorcima. Miholjska prevlaka je imenovana po samostanu svetog arkanđela Mihaila, danas u ruševinama, koji je sveti Sava Nemanjić 1219. ustanovio kao sjedište Zetske episkopije. Dugo vremena jezgra Miholjskog zbora je bila Miholjska prevlaka.
Na Miholjskoj prevlaci se nalazi crkva Sv. Trojice. To je jednobrodna građevina s polukružnom apsidom i trodjelnim zvonikom na preslicu. Na zapadnoj fasadi, iznad portala nalazi se rozeta, a ispod nje fragmenti plastike. Sagradila je 1883. godine Katarina Vlastelinović.

## Vanjske poveznice
|  | Zajednički poslužitelj ima još gradiva o temi Miholjska prevlaka |